# Kraurogymnocarpa lenticulispora
Kraurogymnocarpa lenticulispora är en svampart som beskrevs av Udagawa & Uchiy. 1999. Kraurogymnocarpa lenticulispora ingår i släktet Kraurogymnocarpa och familjen Gymnoascaceae.   Inga underarter finns listade i Catalogue of Life.